# Viatore di Lione
Viatore di Lione (Lione, IV secolo – Egitto, 390 circa) fu discepolo del vescovo di Lione Giusto, lettore e catechista; è venerato come santo dalla Chiesa cattolica.
Trascorse gli ultimi anni della sua vita come eremita in Egitto. Il Martirologio Romano fissa per la sua memoria liturgica la data del 21 ottobre.
Il sacerdote dell'arcidiocesi di Lione Louis-Marie Querbes gli intitolò la Congregazione di catechisti (Viatoriani) da lui fondata a Vourles nel 1831.